# 霍默的恐惧症
《霍默的恐惧症》（英語：Homer's Phobia）是美国动画情景喜剧《辛普森一家》第8季的第15集，也是全剧的第168集，于1997年2月16日通过福克斯广播公司在美国首播。在这一集里，霍默·辛普森认识了新朋友约翰，但在发现对方是同性恋后非常慌乱，担心自己的儿子巴特也会受到不良影响。为了确保孩子不会成为同性恋，霍默还带着他出门打猎。
《霍默的恐惧症》是罗恩·豪格编剧的第一集《辛普森一家》，迈克··安德森担任导演。剧情源自乔治·迈尔的初步构想，节目统筹比尔·欧克利和乔希·温斯坦也曾计划制作一期莉萨发现坎普风魅力所在的节目，《霍默的恐惧症》就是两种构思的结合。福克斯的审查部门认为节目主题和内容都容易引发争议，所以拒绝批准播出，幸而福克斯的工作人员之后推翻了这一决定。电影人约翰·沃特斯在剧中客串演出，为新角色约翰配音。
《霍默的恐惧症》是《辛普森一家》中第一集完全围绕同性恋主题展开的节目，评论界对其中的幽默和反同性恋恐惧症立场好评如潮。这集还赢得了4座奖项，其中包括黄金时段艾美奖一小時以內杰出短片动画节目奖，以及同志媒体奖杰出单集电视剧集奖。

## 剧情
巴特·辛普森弄坏了供气管道，需要家里出钱修理，一家人来到镇上的另类收藏品店，希望能卖掉家里的“传家宝”（一个“正宗的”内战时期玩偶，实际上就是个装饰用的酒瓶）。霍默在店里结识了古董商人约翰，后者告诉他店里大部分东西的价值所在。巴特和莉萨很快就对约翰产生好感，霍默也邀请他到自己家里去看看有什么值钱的东西。第二天早上，霍默告诉玛琦，自己对这个约翰感觉很不错，打算哪天邀请他和“夫人”过来喝一杯。玛琦反复暗示约翰是同性恋，但霍默完全没回过神来，最后她只能明明白白地告诉丈夫。霍默吓坏了，对约翰的态度也来了个180度的大转弯，变得处处和约翰做对，而且不愿和对方一起到春田镇上游览。霍默的家人都和约翰度过了愉快的一天，这让他感到懊恼。巴特表现得特别喜欢约翰的陪伴，还开始身穿夏威夷衬衫，戴着女性假发跳舞，霍默对此尤感不安，开始担心巴特也是同性恋。
霍默竭力要让巴特变得更阳刚，强迫儿子去看有衣着暴露女性的香煙看板，希望能让他对女人感兴趣，但巴特却变得很想吸烟，想把“随便什么苗条的东西”放到嘴里吮吸。霍默又把孩子带到煉鋼廠，让巴特接触这种纯粹男性的环境，但让他深感意外而苦恼的是，这里所有的工人都是同性恋，而且还在休息时把工厂变成同性恋迪斯科舞厅。霍默绝望之下坚持要带上巴特，与莫和巴尼一起去獵鹿。一行人四处都没找到鹿，最后决定前去“圣诞老人村”，猎杀畜栏里的驯鹿，巴特对此非常难过，还哭了起来。事与愿违，驯鹿主动攻击几名不速之客，约翰及时赶到，在莉萨和玛琦的帮助下用日本的圣诞老人机器人吓跑了驯鹿，救了4位“猎鹿人”。霍默终于接受了约翰，他告诉巴特，自己不会介意儿子今后想要如何生活。巴特完全不知道父亲心中的纠结，等到莉萨告诉他爸爸觉得儿子是同性恋时，巴特也惊呆了。节目的最后，大家都坐上约翰的车回家。
节目最后的字幕结束时，屏幕上出现“伸手触摸那道彩虹”（Keep reaching for that rainbow!）的字样，然后出现一行字，表示这集节目是献给美国的钢铁工人。

## 制作

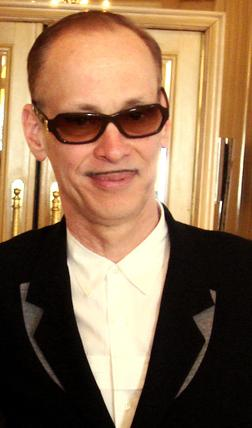
约翰·沃特斯一经邀请马上就同意在本集中客串出镜

《霍默的恐惧症》源于乔治·迈尔（George Meyer）创作的节目构想。其中一个构想叫“同性恋巴特”（Bart the homo），罗恩·豪格（Ron Hauge）获选担任节目编剧，故事情况就是从前文所述的构想诞生。。剧组之前就有请电影人约翰·沃特斯（John Waters）客串出镜的打算。许多剧组人员都很喜欢沃特斯的作品，节目统筹比尔·欧克利（Bill Oakley）和乔希·温斯坦（Josh Weinstein）曾计划请他来参演一集《莉萨和坎普》（Lisa and Camp），围绕莉萨“发现坎普风的魅力所在”展开。两人的构想和迈尔的构思结合，产生了这集节目。剧集起初定名为《巴特去坎普》（Bart Goes to Camp），但剧组觉得名字中有关同性恋的笑料过于隐晦，所以改为《霍默的恐惧症》。迈克··安德森（Mike B. Anderson）是本集的导演，他在接受《黄金海岸公报》（The Gold Coast Bulletin）采访时表示：“我一看剧本就被吸收住了，这不仅是因为其中包含视觉上的众多可能，还因为这个故事让我感觉非常扎实。剧本中的内容引人入胜而又出人意料，我真的很用心地在做这集节目。”
沃特斯马上就接受邀请，同意在本集客串出镜，称既然伊丽莎白·泰勒都曾在第4季的《莉萨的第一句话》（Lisa's First Word）和《库斯提的节目取消了》（Krusty Gets Kancelled）中亮相，自己当然也没有理由拒绝。他还开玩笑称，如果自己的角色看起来就像喜欢健身的理查德·西蒙斯（Richard Simmons），恐怕会给节目带来负面反响。约翰一角的外貌很大程度上就是根据沃特斯的个人形象设计，但出于动画制作的角度考虑，沃特斯笔直的胡子改为卷曲，这样才不致令人物形象显得好像是嘴巴那里画错了一样。为了感谢沃特斯的演出，剧组将这集节目的一份动画赛璐珞送给他，沃特斯之后将之挂在自己的办公室。
据欧克利表示，福克斯公司的审查部门起初拒绝放行《霍默的恐惧症》。根据通常的程序，每集节目的剧本都会先送交审查部门，该部门审核后会列出应该更改的台词或单词再回传。但是，《霍默的恐惧症》传回的却是两页说明，要求更改其中几乎所有的台词。审查部门表示，不希望节目中使用“男同性恋”一词，甚至不希望节目中涉及同性恋，说明的结尾称：“这一集的主题和内容对于播放来说都是不可接受的。”通常来说，剧组无需太过重视审查部门的意见，因为有问题的台词和内容都可以在动画制作完成后处理；但由于这次整集节目都被认为存在问题，所以无法再按以往的惯例来解决。剧组询问沃特斯，节目中是否有什么内容会让同性恋人群感到冒犯，沃特斯表示，唯一可能会有问题的地方是霍默用“死基佬”（fag）这个词来污辱约翰，于是编剧们将之改为“酷儿”（queer）。审查问题最终不了了之，节目在韩国制作动画时，福克斯公司的高管和审查部门都经历了一轮大换血，新的审查部门在意见中只有一句话：“可以播出”。
剧中“同性恋钢厂”戏段由史蒂夫·汤普金斯（Steve Tompkins）创作。他最初的设想是让霍默和巴特遇到码头工人，但由于描述码头装卸所需要的动画工作过于繁琐而改用炼钢厂。汤普金斯还为节目第3幕创作了不同版本，但该版本并没有投入制作。这一版本用于取代霍默带儿子猎鹿的情节，改为他和儿子一起回到炼钢厂，为了证明自己身为异性恋的男子气概，霍默和炼钢厂的工人开展真人拉力赛。剧组认为这样的设计对剧情没有什么帮助，所以将其搁置。

## 文化指涉
本集节目包含多处文化指涉。C+C音乐工厂的歌曲《让你出汗（大家一起跳舞）》（Gonna Make You Sweat (Everybody Dance Now)）在剧中播放了两次，第一次是炼钢厂变成同性恋迪斯科舞厅时，第二次则是片尾字幕时。霍默收集的唱片中有新黑人卖唱剧团合唱团的音乐、琳达·伯德·约翰逊的婚礼录像，以及巴里·萨德勒上士的《绿扁帽之歌》等。经约翰挑选、他和辛普森跳舞时伴奏的歌曲是艾丽西亚·布里奇斯（Alicia Bridges）的《我爱夜生活》（I Love the Nightlife）；巴特跳舞时伴奏的歌曲则是贝蒂·埃弗里特的《在他的吻中》（The Shoop Shoop Song (It's in His Kiss)）。介绍约翰出场时，背景中有一只卧着的塑料粉红色火烈鸟，意指约翰·沃特斯的电影《粉红色火烈鸟》。约翰店里有理查德·尼克松、丹·奎尔和鲍勃·多尔的政治竞选宣传纽扣，还有杰奎琳·肯尼迪拥有的一期《电视指南》，其封面是情景喜剧《拉文与雪莉》（Laverne & Shirley）中的两位主角。

## 反响

### 收视率和奖项

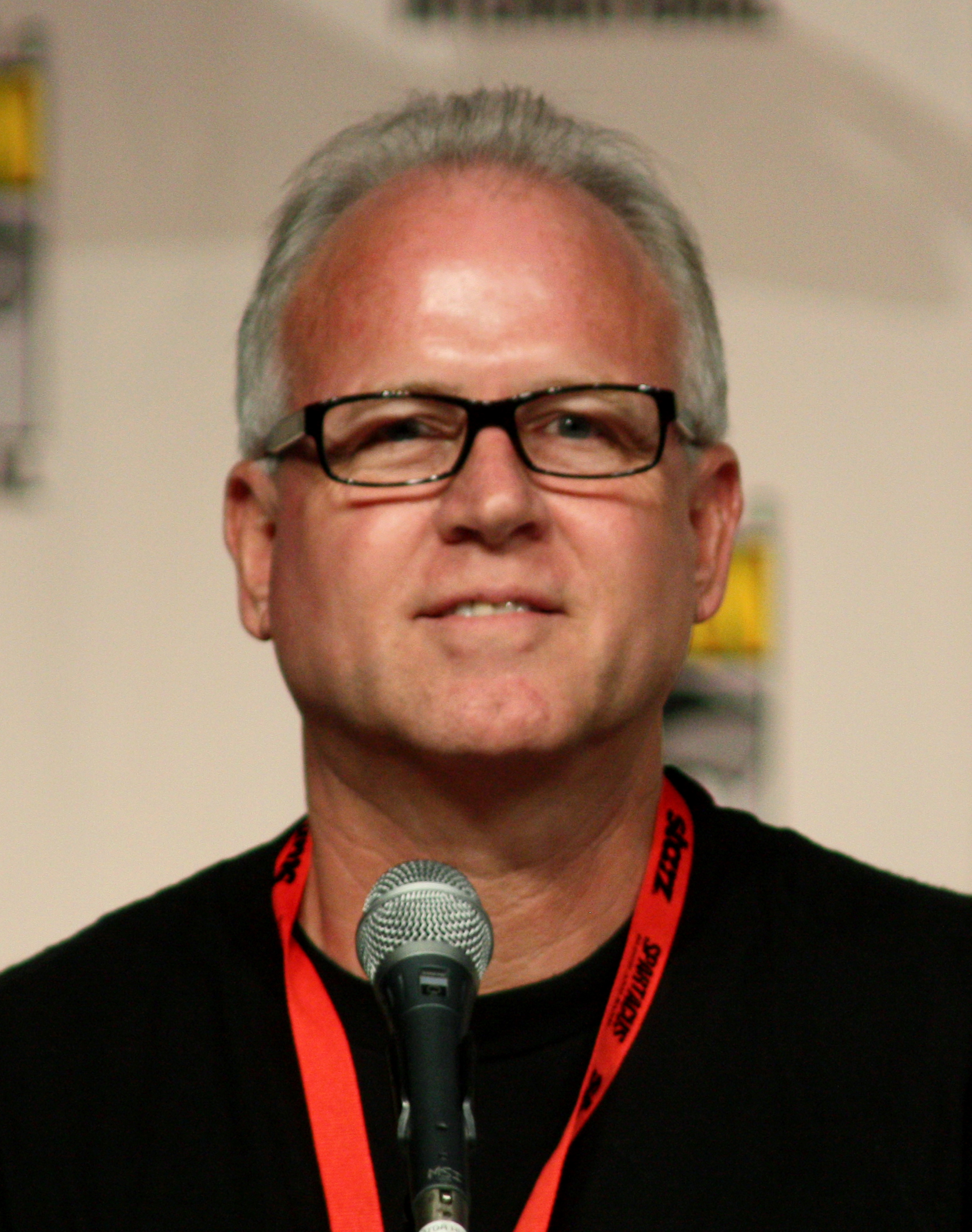
迈克·B·安德森因执导本集获得两座奖项

《霍默的恐惧症》于1996年11月3日通过福克斯广播公司在美国首播。根据尼尔森收视率调查结果，节目的收视率为8.7，在2月10至16日这周美国所有的电视节目中名列第47，并在这周福克斯的所有电视节目里排名第4。节目赢得1997年黄金时段艾美奖不超1小时长度类杰出动画节目奖。麦克··安德森获安妮奖电视节目导演最佳个人成就奖，还在1998年世界动画庆典上获黄金时段电视剧最佳导演奖。反诽谤男女同性恋联盟称赞《霍默的恐惧症》是“将我们的社区以公平、风趣而又充满智慧的方式带上电视的光浑典范”，并授予节目同志媒体奖杰出单集电视剧集奖。此外，本集的多个动画赛璐珞都于2001年获选在墨尔本的银画廊展示。

### 专业评价和分析
有分析指出，《霍默的恐惧症》是《辛普森一家》探讨女同性恋者、男同性恋者、双性恋者与跨性别者主题的重要组成部分。在此以前，《辛普森一家》也曾多次在剧集中涉及同性恋内容。例如1990年播出的第2季第2集《辛普森和达莉拉》（Simpson and Delilah）中就有卡尔（Karl）亲吻霍默的镜头，常见角色韦伦·史密瑟斯经常表现出对雇主蒙哥马利·伯恩斯的爱意，这种爱意起初还比较含蓄，之后则变得露骨。但是，《霍默的恐惧症》却是节目首次完全围绕同性恋主题展开。《辛普森一家》之后还会多次探讨相关议题，如第14季的第17集《秃鹰3个同性恋》（Three Gays of the Condo）和第16季第10集《我为结婚狂》（There's Something About Marrying）。
节目播出后，剧组收到的正面反响占绝大多数，对内容不满的观众“极少”。艾伦·弗鲁特金（Alan Frutkin）在阵营杂志《倡导者》（The Advocate）给予本集正面评价，称其为“最佳《辛普森一家》”。沃伦·马丁（Warren Martyn）和阿德里安·伍德（Adrian Wood）在著作《我简直不敢相信这是更大更新的辛普森一家非官方指南》（I Can't Believe It's a Bigger and Better Updated Unofficial Simpsons Guide）一书中表示：“只有《辛普森一家》才能把这个话题用如此准确传神而又幽默的方式表达出来，实在太棒了”。马修·亨利（Matthew Henry）在《离开春田镇》（Leaving Springfield）一书中称赞节目敢于批判“对同性恋最常见的误解，以为同性恋是某种具有传染性的东西”，书中对剧集的其它主题也有正面评价。悉尼大学的凯瑟琳·隆比（Catharine Lumby）认为，节目得以成功地在没有过度政治化的情况下仍然以相当深刻的方式探索了许多同性恋问题，从这个角度上来说，《霍默的恐惧症》堪称典范，她还进一步指出，这集将批判同性恋恐惧症的立场通过幽默形式表现出来，比诸如《同志亦凡人》之类其他同性恋主题电视节目更加成功。托德·吉尔克里斯特（Todd Gilchrist）在评价《辛普森一家》第8季时称，《霍默的恐惧症》“无疑是有史以来最伟大的电视剧集之一”。
2003年初，《娱乐周刊》评选最优秀的25集《辛普森一家》，本集名列第5。《今日美国》于同年发文，列出辛普森一家档案馆网站管理员评选的《辛普森一家》十佳剧集，本集正好排在第10位，网站也在评选节目十佳剧集时把《霍默的恐惧症》排在第10名。2010年初，网站评选《辛普森一家》历史上最优秀的客串演出，约翰·沃特斯在本集中的表现名列第9，并且在《电视指南》2007年5月举行的类似评选上排名更高，达到第3位。2012年，《娱乐周刊》评选《辛普森一家》历史上最出色的21位客串名星，沃特斯同样榜上有名（第19位）。约翰·帕特森（John Patterson）在《卫报》上称，沃特斯在《霍默的恐惧症》中的形象“在我看来就像过去25年来最具影响的流行文化人物齐聚一堂”。
2002年，“关掉电视”（Off The Telly）网站的史蒂夫·威廉姆斯（Steve Williams）和伊恩·琼斯（Ian Jones）在评论中批评《霍默的恐惧症》是《辛普森一家》历史上最糟糕的5集节目之一，称其品味低劣，“给人嘴里留下那么讨厌的味道”，整个剧情中的霍默“完全就是个混蛋”。两人还称，“这正是我们之前没有在节目中看到的一个方面，而且也不怎么想看到。”2003年6月，伊戈尔·斯麦科夫（Igor Smykov）起诉俄罗斯电视台，指责该台播放《辛普森一家》和《恶搞之家》这类“道德败坏，会加剧毒品、暴力和同性恋”的电视节目，并请法官观看《霍默的恐惧症》，称这集节目证明《辛普森一家》宣扬同性恋，因此不能再在电视上播出。经过1天的审讯，法庭驳回了这起案件。